# Ría de Muros y Noya
La ría de Muros y Noya (en gallego: ría de Muros e Noia), también denominada ría de Muros o ría de Noya, forma parte de las rías Bajas (provincia de La Coruña, Galicia, España). Está situada entre la ría de Corcubión, al norte, y la ría de Arosa, al sur. La península del Barbanza delimita sus costas por el sur. El río Tambre desemboca en esta ría. 

## Descripción
Las aguas del Tambre son las que originan, en su confluencia con el mar, un hábitat en el que se desarrollan los bivalvos, las almejas y los berberechos, que son el motor económico de los pueblos que la circundan.
Las aguas de la ría comienzan en la playa de San Francisco, en Louro, por su orilla norte, y acaban en la playa de La Aguieira, en Puerto del Son, por su orilla sur. Entre estas se ubican las playas de As Gaivotas (en Miñortos), Testal (Noya), Broña (Outes), Medrón y Parameán (Esteiro), Cabanas (Tal) y O Castelo (Muros), entre otras.
Entre los pueblos a destacar se encuentran los que dan nombre a la ría: Muros fue fundado detrás del monte Louro como un pueblo marinero escondido de la vista de piratas y corsarios; Noya, villa medieval por excelencia. Otros pueblos son Puerto del Son y Portosín.